# Expedição de Amundsen ao Polo Sul
- afectava-lhe: afetava-lhe
- até ao gelo: até o gelo
- foi-lhe efectuada: foi efetuada
- Montevideo: Montevidéu
- registe: registre
- este-oeste: leste-oeste
- igloo: iglu

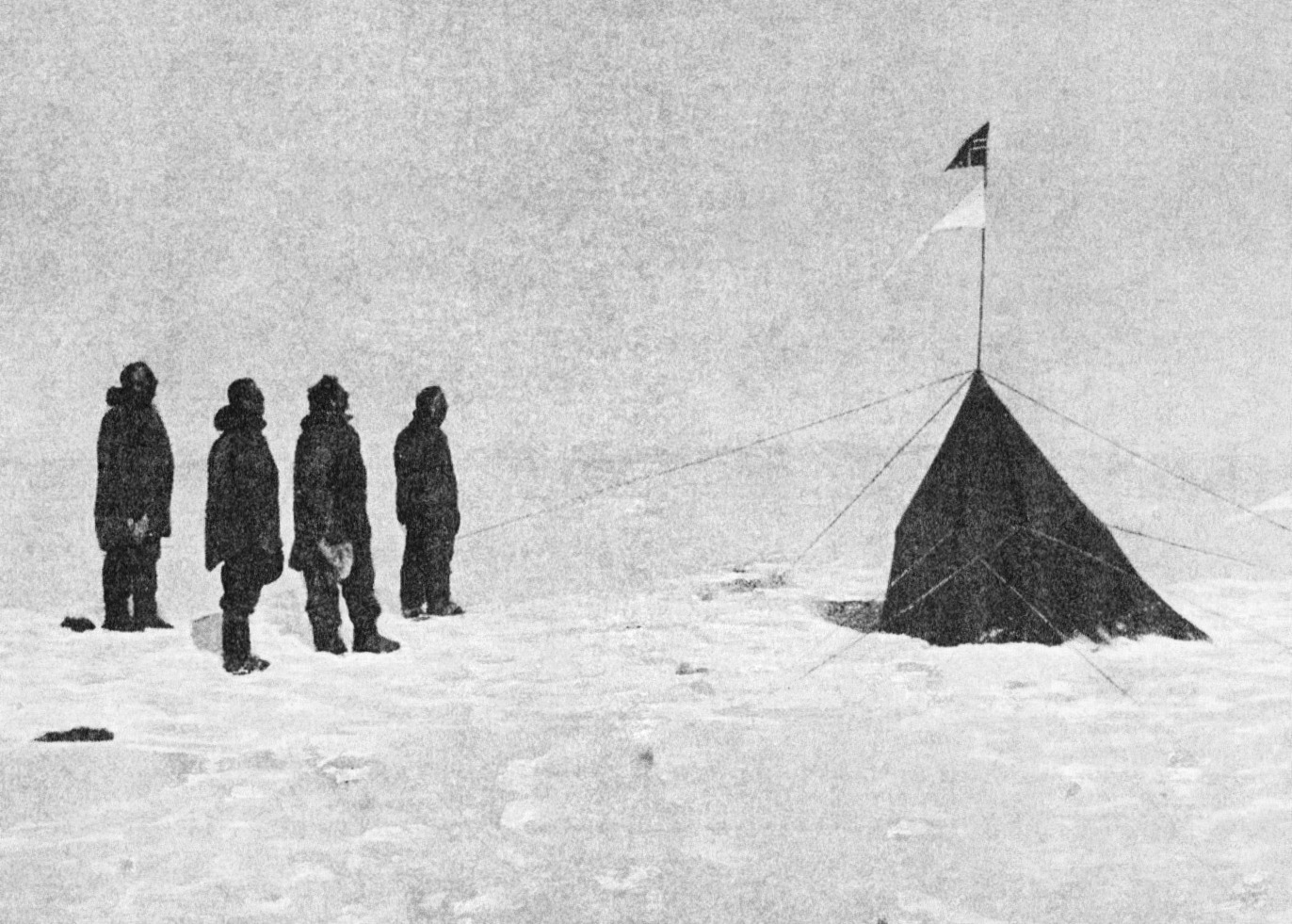
Da direita para a esquerda: Roald Amundsen, Helmer Hanssen, Sverre Hassel e Oscar Wisting em "Polheim", a tenda instalada no Polo Sul em 16 de Dezembro de 1911. A bandeira é a da Noruega. Fotografia de Olav Bjaaland.

- chegaram ao Polo a: chegaram ao Polo em
- prémio: prêmio

A primeira expedição a atingir o Polo Sul foi liderada pelo explorador norueguês Roald Amundsen. Ele, e mais quatro membros da expedição, chegaram ao Polo a 14 de Dezembro de 1911, cinco semanas antes do grupo liderado pelo inglês Robert Falcon Scott, da Expedição Terra Nova. Amundsen e a sua equipa regressaram sãos e salvos à sua base, sendo informados, mais tarde, que Scott, e mais quatro companheiros, tinham morrido na viagem de regresso.
O plano inicial de Amundsen era ser o primeiro a chegar ao Árctico, e a conquistar o Polo Norte, utilizando um navio preparado para navegar no gelo. Obteve a licença para utilizar o Fram, o navio de exploração polar de Fridtjof Nansen, e conseguiu angariar uma grande quantia para financiar o seu projecto. No entanto, em 1909, os seus rivais norte-americanos, Frederick Cook e Robert Peary, anunciaram, cada um deles, terem chegado ao Polo Norte, deitando, assim, por terra, o empreendimento de Amundsen. Este decidiu, então, alterar os seus planos e iniciou a preparação da expedição ao Polo Sul; sem ter a certeza se o público e os seus apoiantes se mantinham a seu lado, manteve em segredo o seu novo objectivo. Quando partiu, em Junho de 1910, a maior parte da sua tripulação acreditava que era o início da viagem para o Árctico.
Amundsen estabeleceu a sua base, "Framheim", na Baía das Baleias na Grande Barreira de Gelo. Após meses de preparação, o estabelecimento dos depósitos e uma falsa partida, quase terminaram em desastre. Ele, e o seu grupo, partiram para o Polo em Outubro de 1911. No percurso, descobriram o Glaciar Axel Heiberg, que os ajudou na sua rota até ao Planalto Antártico e, consequentemente, para o Polo Sul. A experiência na utilização de esquis, de cães e trenós, fez com que a sua viagem fosse relativamente rápida e sem problemas de maior.  Outras realizações desta expedição incluíram a primeira exploração da Terra do Rei Eduardo VII e uma vasta exploração oceanográfica.
Embora a expedição tenha tido sucesso e fosse largamente aplaudida, o trágico destino de Scott ofuscou a sua conquista. Por outro lado, o facto de Amundsen ter decidido manter em segredo a sua alteração de planos, foi bastante criticado. Os historiadores mais recentes reconhecem a Amundsen, e ao seu grupo, elevada capacidade e coragem; a Estação Polo Sul Amundsen-Scott recebeu o seu nome juntamente com o de Scott.

Percursos efectuados ao Polo Sul por Scott (verde) e Amundsen (vermelho), 1911–1912

## Antecedentes

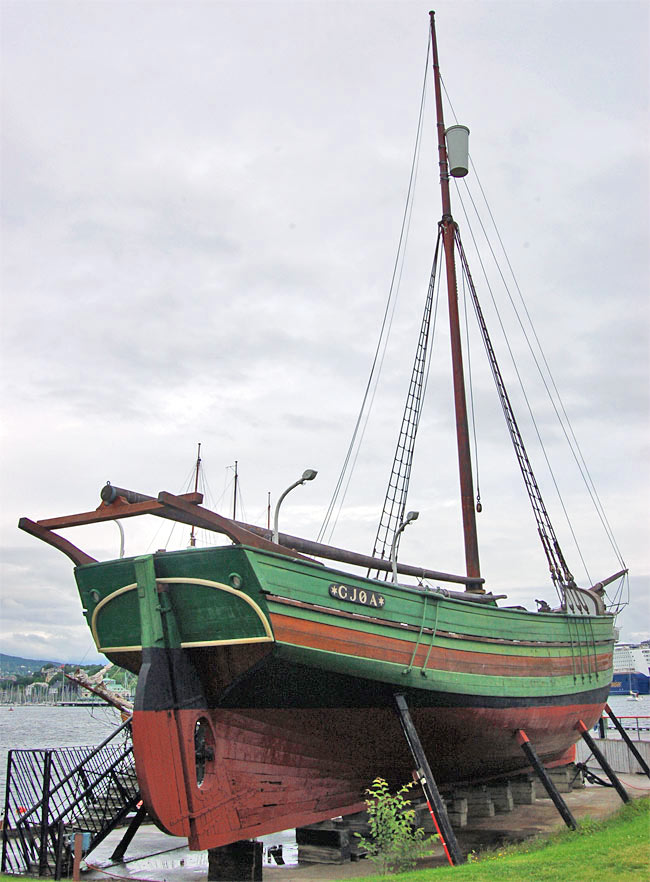
O Gjøa, o veleiro na qual Amundsen e a sua tripulação conquistou a Passagem Noroeste, 1903–06

Amundsen nasceu perto de Christiania (actual Oslo), na Noruega, em 1872, filho de um dono de navios. Em 1893, abandonou os seus estudos em Medicina na Universidade de Christiania, embarcando como marinheiro no navio de pesca de focas Magdalena, para uma viagem ao Árctico. Após várias viagens, obteve a certificação para segundo-oficial; quando não estava no mar, Amundsen ia esquiar no difícil terreno do planalto norueguês de Hardangervidda. Em 1896, inspirado pela exploração polar efectuada por Fridtjof Nansen, Amundsen juntou-se à  Expedição Antártica Belga como imediato, a bordo do RV Belgica, comandado por  Adrien de Gerlache. No início de 1898, o navio ficou preso numa banquisa no Mar de Bellingshausen, aí ficando quase um ano. Assim, a expedição, de forma involuntária, foi a primeira a passar um Inverno em águas antárcticas, um período marcado por depressão, falta de comida, loucura e escorbuto entre a tripulação. Amundsen manteve-se calmo e frio, registando tudo e utilizando esta experiência como aprendizagem para o futuro em relação técnicas de exploração polar, nomeadamente em vestuário, alimentação e sobrevivência.
A viagem do Belgica dá início a um período chamado Idade Heróica da Exploração da Antártida, e foi seguida por expedições de vários países como o Reino Unido, Suécia, Alemanha e França. No entanto, no seu regresso à Noruega em 1899, Amundsen voltou a sua atenção para norte. Confiante nas suas capacidades para liderar uma expedição, planeou uma viagem pela Passagem do Noroeste, a então desconhecida rota desde o Atlântico para o Pacífico, pelo percurso sinuoso das ilhas canadianas  do norte. Depois de ter recebido a sua licença de navegação, Amundsen comprou uma chalupa, Gjøa, que adaptou para a viagem ao Árctico. Garantiu o patrocínio do rei da Noruega, o apoio de Nansen e um fundo financeiro suficiente para partir em Junho de 1903, com uma tripulação de seis homens. A viagem durou até 1906 e foi bem sucedida; a Passagem do Noroeste, um desafio para os navegadores durante séculos, foi finalmente ultrapassada. Com 34 anos de idade, Amundsen tornou-se um herói nacional, no primeiro lugar dos exploradores polares.
As expedições polares, tanto a norte como a sul, foram muito recorrentes durante este período. Em Novembro de 1906, o norte-americano Robert Peary regressou de mais uma viagem mal sucedida ao Polo Norte, alegando ter atingido uma latitude de 87° 6′ N — um valor posto em causa por historiadores modernos. Logo de seguida, iniciou uma nova angariação de fundos para uma outra tentativa. Em Julho de 1907, o Dr. Frederick Cook, um ex-colega de Amundsen do navio Belgica, partiu para norte numa perseguição declarada, mas que se especulava que fosse uma tentativa de atingir o Polo Norte. Um mês mais tarde, Ernest Shackleton, à frente da  Expedição Nimrod, partiu para a Antárctida, enquanto Robert Falcon Scott se encontrava a preparar um expedição no caso de Shackleton falhar. Amundsen, não querendo ficar para trás na conquista do Polo Sul para os Britânicos, anunciou publicamente a intenção de liderar uma expedição antárctica — embora o seu objectivo continuasse a ser o Polo Norte.

## Preparação

### Fridtjof Nansen e oFram

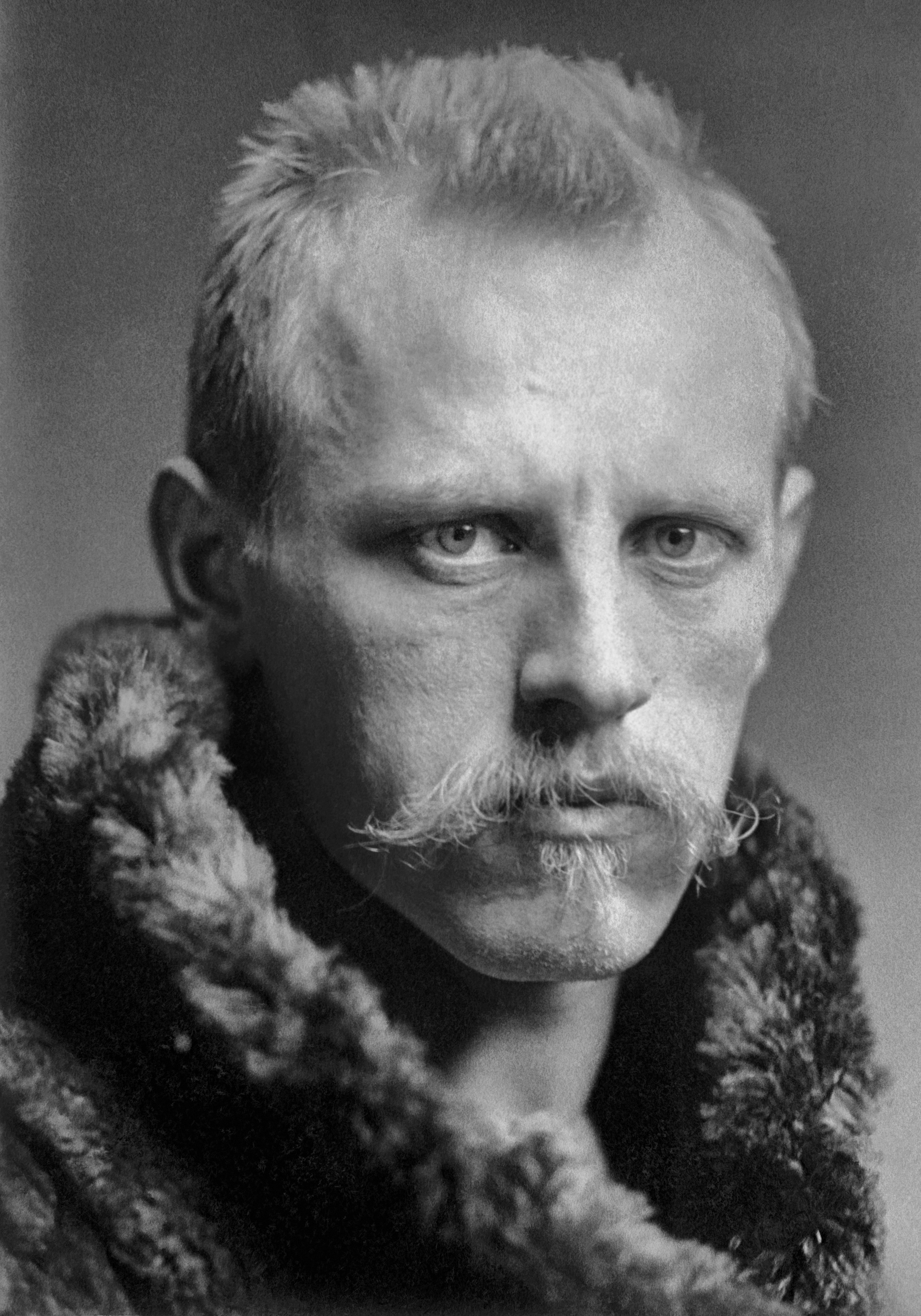
Fridtjof Nansen, cuja exploração no Árctico (1893–96) inspirou Amundsen.

Em 1893, Nansen conduziu o seu navio Fram até ao gelo do Árctico, ao largo da costa norte da Sibéria, e navegou até à Gronelândia, esperando que esta rota atravessasse o Polo Norte. Tal não aconteceu, e mesmo uma tentativa feita por Nansen e Hjalmar Johansen para atingir o Polo a pé, não resultou. Mesmo assim, a estratégia de Nansen tornou-se a base dos planos pessoais de Amundsen para a conquista do Árctico. Amundsen pensou que se entrasse no oceano Árctico através do Estreito de Bering, bastante mais a leste do ponto de partida de Nansen, o seu navio chegaria a uma zona mais a norte, e passaria próximo, ou mesmo atravessaria o Polo.
Amundsen pediu conselhos a Nansen, que insistiu que o Fram era a única embarcação capaz de tal tarefa. O Fram foi desenhado e construído entre 1891–93 por Colin Archer, o principal construtor de barcos e arquitecto naval da Noruega, de acordo com instruções específicas de Nansen,  para que a embarcação pudesse resistir durante um período prolongado às duras condições do Árctico. A característica mais peculiar do navio era o seu casco arredondado o qual, de acordo com Nansen, lhe permitia "deslizar como uma enguia pelos blocos de gelo". Para reforçar o casco, este foi revestido por  chlorocardium, uma madeira da América do Sul, a mais dura disponível, e foram colocadas vigas a todo o comprimento. A grande dimensão da boca do navio, 11 m, em relação ao comprimento, 39 m, dava-lhe uma aparência de uma casca de noz. Esta estrutura aumentava-lhe a sua capacidade de navegação no gelo, mas afectava-lhe o seu desempenho em mar alto, onde se revela lento e com tendência para se inclinar. No entanto, a sua aparência, velocidade e capacidade de navegação, eram características secundárias face à sua segurança e abrigo acolhedor para a tripulação, durante a viagem que podia prolongar-se por vários anos.
Após três anos a navegar pelo gelo polar, o Fram saiu praticamente sem danos da sua viagem. No seu regresso, foi-lhe efectuada uma profunda manutenção, antes de passar quatro anos sob o comando de Otto Sverdrup, a cartografar e a explorar 260 000 km² de território desabitado nas ilhas canadianas do norte. Depois do fim da viagem de Sverdrup em 1902, o Fram foi deixado em Christiania. Embora tecnicamente o navio fosse propriedade do estado, Nansen tinha o seu usufruto. Depois do seu regresso do Árctico, em 1896, pensou em levar o Fram numa expedição à Antárctida mas, em 1907, perdeu essa esperança. Em Setembro desse ano, Amundsen foi convocado para ir a casa de Nansen, sendo informado que podia utilizar a embarcação.

### Primeiros passos
Amundsen anunciou publicamente os seus planos em 10 de Novembro de 1908, num encontro na Sociedade Geográfica Norueguesa. Pretendia levar o Fram até ao Cabo Horn passando para o Pacífico; depois de se abastecer em São Francisco, o navio continuaria até mais a norte, pelo Estreito de Bering para Point Barrow. Daqui, seria definida uma rota directamente para o gelo Árctico, dando início a uma viagem que se prolongaria por quatro ou cinco anos. O trabalho científico seria tão importante como a exploração geográfica, pois, esperava Amundsen, poderia explicar vários problemas por resolver. O plano foi recebido com muito entusiasmo e, no dia seguinte, o rei Haakon VII da Noruega ofereceu ajuda financeira no valor de 20 000 coroas. A 6 de Fevereiro de 1909, o Parlamento da Noruega aprovou uma ajuda de 75 000 coroas para adaptar o navio.  A angariação de fundos para a expedição e a sua gestão ficaram a cargo do irmão de Amundsen, Leon, por forma a que o explorador se pudesse concentrar nos aspectos mais práticos da organização.
Em Março de 1909, foi anunciado que Shackleton tinha atingido uma nova latitude mais a sul de 88° 23′ — a menos de 190 km do Polo — antes de voltar para trás; desta forma, como observou Amundsen, a sul "ainda sobrou um pequeno canto por explorar". Não se poupou em elogios ao feito de Shackleton, registando que este era o equivalente, a sul, de Nansen, a norte. Depois de quase atingido o Polo, Scott confirmou a sua intenção de liderar uma expedição (que se designaria por Expedição Terra Nova) que pudesse preencher o tal "pequeno canto" e reclamar para o Império Britânico o prémio pela sua conquista.

### Membros da expedição

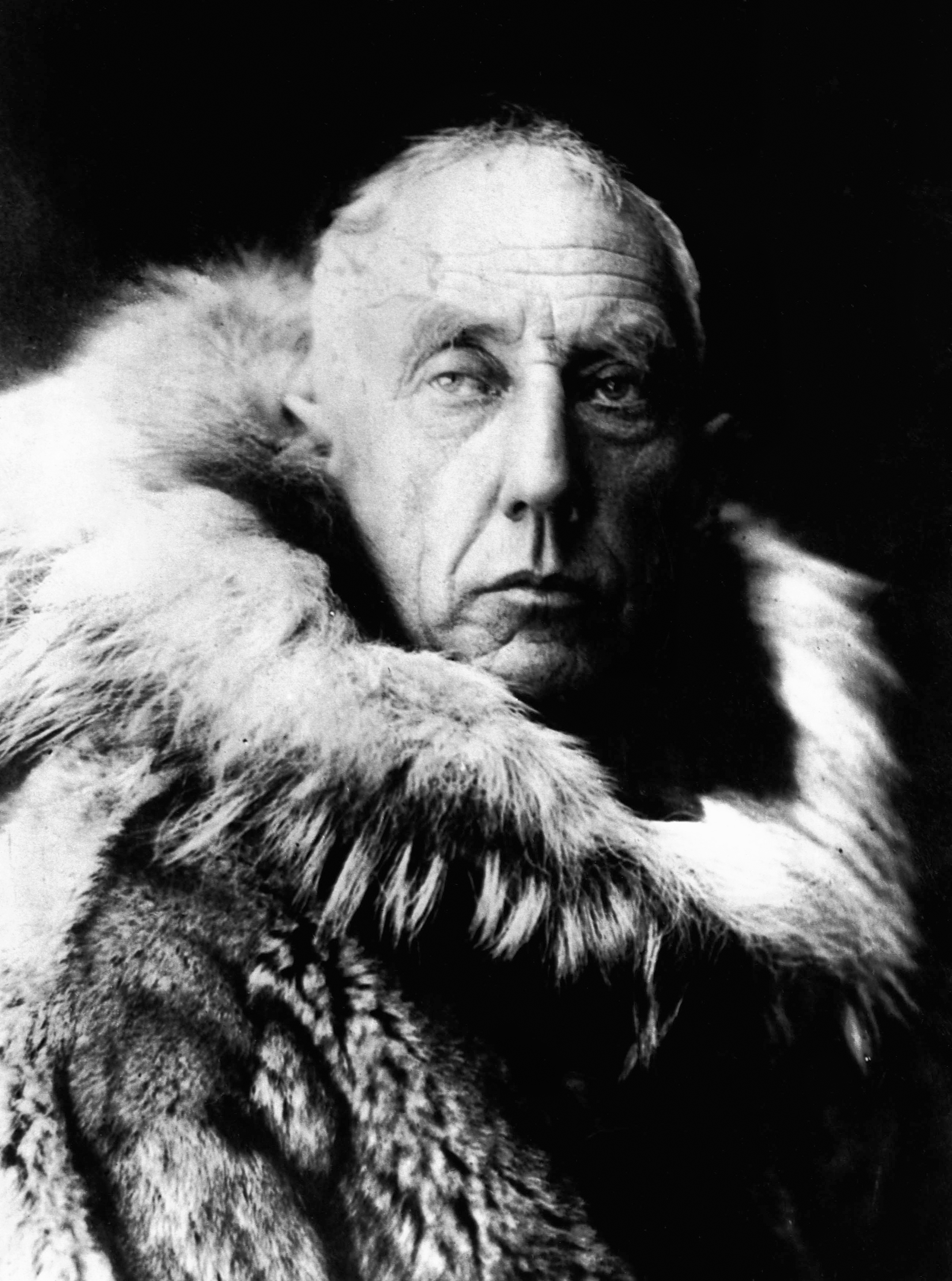
Roald Amundsen, o líder da expedição

Amundsen escolheu três tenentes da marinha como os seus oficiais da expedição: Thorvald Nilsen, um navegador, segundo no comando; Hjalmar Fredrik Gjertsen, e Kristian Prestrud. Gjertsen, embora não tivesse qualquer conhecimento de medicina, foi designado para médico da expedição, sendo enviado para receber uma formação rápida em cirurgia e odontologia. Um artilheiro naval, Oscar Wisting, foi aceite depois de recomendado por Prestrud, pois tinha jeito para várias tarefas. Embora com pouco conhecimento em trenós puxados por cães, Amundsen escreveu que Wisting desenvolveu "o seu próprio jeito" com eles, e tornou-se um veterinário amador muito útil.
Uma das primeiras escolhas para a expedição foi Olav Bjaaland, um campeão de esqui especialista em carpintaria e construção de esquis. Bjaaland era natural de Morgedal, em Telemark, um condado da Noruega com grande reputação em relação aos seus esquiadores, e a casa do pioneiro em técnicas modernas, Sondre Norheim. Amundsen partilhava da opinião de Nansen de que os esquis e os cães de trenós constituíam o  meio de transporte mais eficiente no Árctico, e foi decidido recrutar o melhor guia de cães.  Helmer Hanssen, que tinha mostrado as suas capacidades na expedição com o Gjøa, aceitou juntar-se a Amundsen, de novo. Mais tarde, seria Sverre Hassel, um especialista em cães e veterano da viagem de Sverdrup no Fram (1898–1902) a juntar-se ao grupo; inicialmente, Hassel pretendia viajar somente até São Francisco. Consciente do valor como cozinheiro de Adolf Lindstrøm, outro veterano de Sverdrup a bordo do Gjøa, Amundsen garantiu os seus serviços para a expedição.
Da sua experiência a bordo do Belgica e do Gjøa, Amundsen apercebeu-se da importância, em viagens longas, de ter companheiros estáveis e compatíveis, e com esta tripulação experiente, sentiu que tinha tinha conseguido esse objectivo. Ao longo de 1909, continuou com o recrutamento de mais pessoal; o grupo do Fram ascendia a 19 homens. À excepção de um, todos os restantes tinham sido escolhidos por Amundsen; essa excepção era Hjalmar Johansen, que tinha sido indicado por Nansen. Desde a sua épica jornada com Nansen, Johansen estava sempre pronto para mais uma. Pese embora os esforços de Nansen, e de outros, para o ajudar, a sua vida foi tornando-se cada vez pior devido a problemas de alcoolismo e de dívidas.  Nansen queria dar-lhe mais uma oportunidade para ele mostrar que ainda era um bom trabalhador; sentindo que não podia recusar o pedido de Nansen, Amundsen aceitou Johansen, com relutância. 
Entre os outros membros da tripulação do Fram estava Alexander Kuchin, um estudante do professor de oceanografia Bjorn Helland-Hansen. Ao navegar no Fram, Kuchin tornou-se o primeiro cidadão russo a pisar a Antártida (Bellingshausen e Lazarev descobriram o continente em 1820, mas nunca desembarcaram). Enquanto o grupo de Amundsen se dirigiu para o Polo Sul, Kuchin ficou no navio, a completar um levantamento oceanográfico do  Oceano Antártico. Teve que regressar à Noruega em outro navio desde Buenos Aires, com os materiais oceanográficos recolhidos pela expedição até Helland-Hansen; pouco tempo depois, faleceu numa trágica tentativa de atravessar pela Rota do Mar do Norte, que ele liderava em conjunto com Vladimir Rusanov.

### Mudança de planos

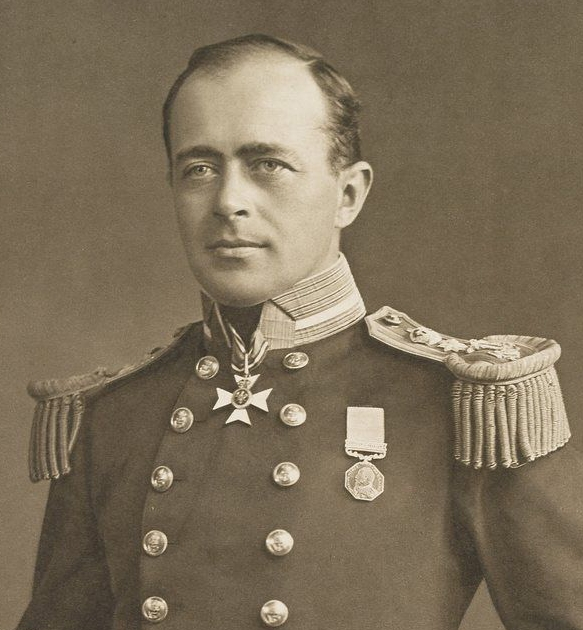
Robert Falcon Scott, o rival de Amundsen para o Polo Sul

Em Setembro de 1909, os jornais noticiaram que Cook e Peary atingiram o Polo Norte, cada qual na sua expedição: Cook em Abril de 1908 e Peary um ano depois. Questionado sobre a notícia, Amundsen evitou comentar de forma directa o feito de cada explorador, mas admitiu que "provavelmente ainda ficou qualquer coisa por fazer ". Embora tivesse evitado a controvérsia sobre as pretensões de Cook e Peary, viu que os seus planos foram seriamente afectados. Sem motivação para conquistar o polo, teve que se esforçar para manter o interesse público e a angariação de fundos. "Se a expedição merecesse ser salva... então não não haveria outro objectivo senão a conquista do Polo Sul ". Deste modo, Amundsen decidiu ir para sul; a viagem pelo Árctico podia esperar "um ano ou dois" até que o Polo Sul tivesse sido conquistado.
Amundsen não divulgou a sua mudança de planos. Como o biógrafo de Scott, David Crane, refere, os fundos financeiros eram destinados aos trabalhos científicos no Árctico; não havia uma garantia de que aqueles que tinham ajudado a financiar a expedição ao Polo Norte, concordassem com esta alteração radical de objectivo. Além disso, a alteração de objectivo podia levar a que Nansen recusasse ceder o Fram, ou que o parlamento suspendesse a expedição com receio de ofender Scott e os Britânicos. Amundsen escondeu as suas intenções de todos à excepção do seu irmão Leon e do seu segundo-no-comando, Nilsen. Este segredo levou a algum embaraço; Scott tinha enviado alguns instrumentos a Amundsen para permitir as suas duas expedições, em pontos opostos da Terra, para efectuar leituras comparativas. Quando Scott foi à Noruega testar os trenós motorizados, telefonou a Amundsen para conversarem sobre cooperação, mas este não atendeu a chamada.
A nova expedição implicava que o Fram partisse da Noruega em Agosto de 1910 e rumasse para a Ilha da Madeira, no oceano Atlântico, o seu único porto de escala. Daqui, o navio iria directamente para o Mar de Ross, na Antártida, em direção à Baía das Baleias, uma entrada na Plataforma de gelo Ross (então conhecida como "Grande Barreira de Gelo"), onde Amundsen tencionava instalar o seu acampamento-base. A Baía das Baleias era o ponto mais a sul do Mar de Ross até onde um navio podia navegar, 110 km mais perto do Polo que a base planeada de Scott no Estreito de McMurdo. Na expedição de 1907–09, Shackleton achou que o gelo da Baía das Baleias era instável mas, nos estudos que fez aos registos de Shackleton, Amundsen decidiu que aquele local da Barreira era o mais indicado pela sua barra, e poderia suportar uma base segura. Depois do desembarque do grupo terrestre, o Fram seguiria para o Atlântico para efectuar trabalhos oceanográficos antes de regressar, no início do ano seguinte, para recolher aquele grupo de homens.

### Transporte, equipamento e mantimentos

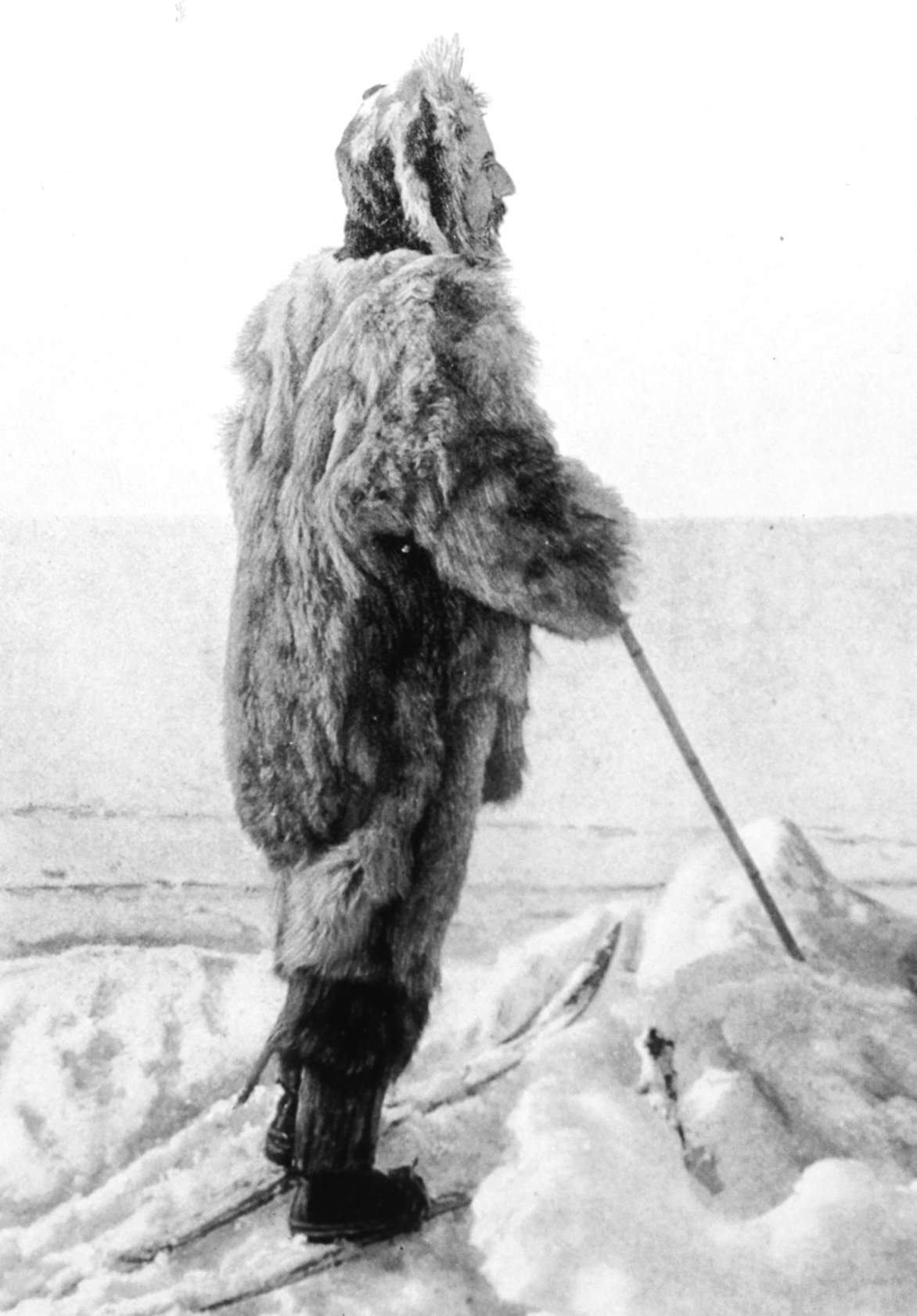
Amundsen equipado para as viagens na Antártida

Amundsen não percebia a aversão que os Britânicos tinham em relação à utilização de cães: "Será que os cães não entendiam o seu dono? Ou será que é o dono que não entende os cães?". Depois de ter decidido ir para sul, encomendou 100 cães de tiro da Gronelândia — os melhores e mais fortes disponíveis. Para além da sua resistência ao gelo, estes cães podiam ser alimentados com outros cães, e podiam servir de alimento aos homens do grupo polar. Ao contrário do que acontecia com os trenós puxados por cães emparelhados em fila, Amundsen utilizou uma técnica gronelandesa de ligar os cães por arneses em leque.
Os esquis, especialmente desenhados por Amundsen, foram testados e modificados durante dois anos em busca da perfeição. O vestuário polar era confeccionado com pele de foca de Gronelândia, tendo por base o estilo utilizado pelos Inuítes de Netsilik; com pele de rena, pele de lobo, tecido da Burberry e de gabardina. Os trenós foram construídos com madeira de eucalipto e aço, e eram mais compridos que o habitual para prevenir as quedas em fendas no gelo. As tendas — "as mais fortes e mais práticas que alguma vez tinham sido utilizadas" — tinham um chão incorporado e apenas uma estaca de suporte. Para cozinhar na viagem, Amundsen escolheu o fogão Primus, de fabrico sueco, em vez do fogão especial concebido por Nansen, pois achava que este ocupava muito espaço.
Da sua experiência no Belgica, Amundsen tinha consciência dos perigos do escorbuto. Embora a verdadeira causa da doença, falta de vitamina C, ainda não fosse compreendida, era senso-comum que ela podia ser atenuada comendo carne fresca. Para neutralizar o perigo, Amundsen planeou incluir nas rações uma dose suplementar de carne de foca. Também encomendou um tipo especial de  pemmican que incluía vegetais e aveia: "uma comida mais estimulante, alimentícia e apetitosa, era impossível de encontrar ". A expedição estava bem fornecida com vinhos e bebidas espirituosas, tanto para uso medicinal como em ocasiões festivas e sociais. Ciente da quebra de moral no Belgica, Amundsen incluiu uma biblioteca de cerca de 3 000 livros, um gramofone, muitos discos e diversos instrumentos musicais.

### Partida

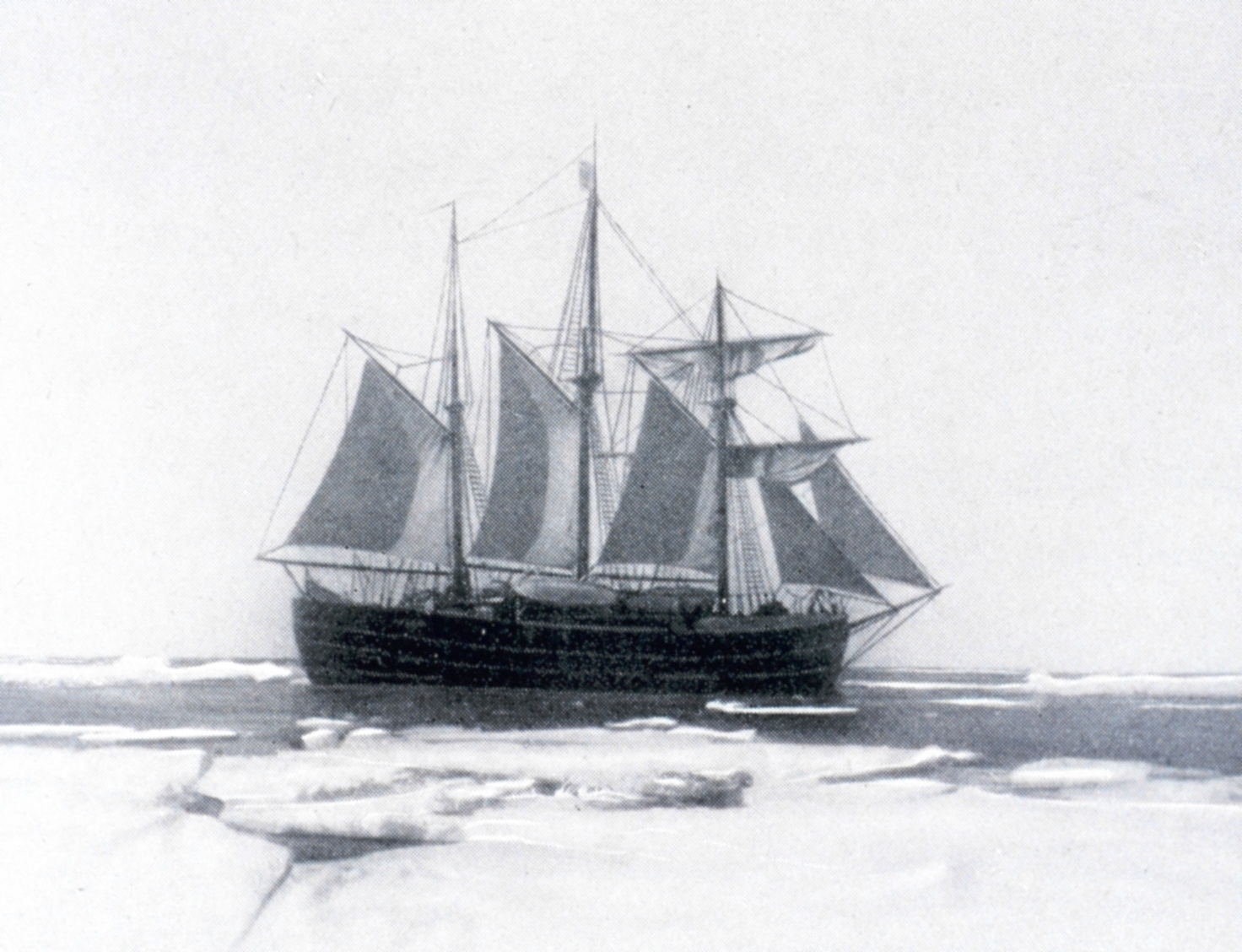
O Fram a navegar

Nos meses que antecederam a partida, tornou-se cada vez mais difícil angariar fundos. Devido ao pouco interesse público, as notícias nos jornais foram-se reduzindo, e o parlamento recusou um pedido adicional de 25 000 coroas. Amundsen penhorou a sua casa para manter a expedição em curso; com pesadas dívidas, dependia totalmente do sucesso da expedição para evitar a sua ruína financeira.
Depois de um mês a testar o navio no Atlântico norte, o Fram rumou para Kristiansand no final de Julho de 1910 para recolher os cães e para a preparação final da expedição. Enquanto estavam em Kristiansand, Amundsen recebeu uma oferta de ajuda de Peter "Don Pedro" Christopherson, um norueguês cujo irmão era ministro da Noruega em Buenos Aires. Christopherson forneceria combustível e outras provisões ao  Fram em Montevideo ou Buenos Aires; foi uma oferta que Amundsen aceitou de viva vontade. Pouco antes do Fram iniciar a sua viagem, em 9 de Agosto, Amundsen deu a conhecer o verdadeiro destino da expedição aos dois oficiais mais novos, Prestrud e Gjertsen. Na viagem de quatro semanas para o Funchal, na Madeira, um sentimento de estranheza  foi crescendo entre a tripulação, que não entendia algumas das ações de Amundsen e cujas questões recebiam sempre uma resposta evasiva dos oficiais. Isto era, de acordo com o biógrafo de Amundsen, Roland Huntford, "suficiente para criar um clima de suspeição e de baixa moral".
O Fram chegou ao Funchal a 6 de Setembro. Três dias depois, Amundsen informou a tripulação do novo plano. Disse-lhes que pretendia efectuar "um desvio" para o Polo Sul no caminho para o Polo Norte, que continuava a ser o destino final, mas que podia esperar mais algum tempo. Após Amundsen anunciar o novo plano, cada membro da tripulação foi questionado sobre se desejava continuar na expedição, e todos responderam afirmativamente. Amundsen escreveu uma longa carta de explicação a Nansen, reforçando o facto de as conquistas de Cook e Peary em relação ao Polo Norte, lhe terem dado "um golpe mortal " nos seus planos iniciais. Sentiu que foi forçado a tomar esta decisão por necessidade, pediu desculpa e expressou a sua esperança de que os seus feitos pudessem de alguma forma atenuar alguma ofensa.
Antes de deixar o Funchal, em 9 de Setembro, Amundsen enviou um telegrama a Scott, informando-o da sua mudança de planos. O navio de Scott, o Terra Nova deixou Cardiff, no meio de muita publicidade, a 15 de Junho, devendo chegar à Austrália no início de Outubro; o telegrama que Amundsen enviou foi para Melbourne.  Não havia indicação sobre os planos do norueguês ou o seu destino na Antártida: "Logo saberemos na devida altura, presumo eu ", escreveu Scott ao secretário da Real Sociedade Geográfica (RSG), John Scott Keltie. A notícia da alteração de planos de Amundsen chegou à Noruega no início de Outubro provocando uma reação negativa. Embora tivesse concordado e apoiado, a atitude de Amundsen foi, salvo raras excepções, condenada pela imprensa e pelo público, e o processo de doação de fundos praticamente terminou. As reações no Reino Unido foram adversas; um sentimento de incredulidade, expresso por Keltie, depressa se converteu em raiva e desprezo. "Enviei todos os detalhes da conduta desleal de Amundsen a Scott ... Se eu fosse Scott, não os deixaria desembarcar ", escreveu Sir Clements Markham, o influente ex-presidente da RSG.  Sem conhecimento destas reações, o Fram rumou para sul durante quatro meses. Os primeiros icebergues foram avistados no dia de Ano Novo de 1911, e a Barreira a 11 de Janeiro; a 14 de Janeiro, o Fram chegava à Baía das Baleias.

## Primeiro período, 1910–11

### Framheim
Depois do Fram ter ancorado no gelo, numa zona a sudeste da Baía, Amundsen escolheu um local para a cabana principal da expedição a 4 km do navio. Foram utilizadas seis equipas de cães para transferir os mantimentos para o local. Bjaaland e Stubberud instalaram as fundações da cabana e nivelaram o terreno inclinado. Devido aos ventos predominantes de leste, a cabana foi construída orientada para este-oeste, com a porta virada a oeste; deste modo, o vento atingia apenas a parede este. O telhado foi colocado em 21 de Janeiro, e seis dias depois a cabana estava pronta. Por esta altura já tinha sido armazenada uma grande quantidade de carne — incluindo 200 focas — na base, para alimento do grupo terrestre e para ser colocada nos diversos depósitos antes da viagem ao polo. A base foi baptizada por Framheim, "a casa de Fram".
Na manhã do dia 3 de Fevereiro, o Terra Nova chegou de surpresa à Baía das Baleias. Tinha saído da Nova Zelândia a 29 de Novembro de 1910 e chegou ao Estreito de McMurdo no início de Janeiro. Após Scott, e o grupo terrestre, terem desembarcado, o Terra Nova levou um grupo de seis homens liderados por Victor Campbell para este em direção à Terra do Rei Eduardo VII. O objectivo deste grupo era explorar o então desconhecido território, mas o gelo do mar tinha-lhes impedido a aproximação à costa. O navio rumava para oeste ao longo da linha da Barreira, em busca de um local de desembarque, quando encontraram o Fram. Scott já tinha pensado nesta possibilidade de Amundsen estabelecer a sua base na zona do Mar de Weddell, do lado oposto do continente; isto demonstrava que que os Noruegueses dariam início à corrida para o Polo com cerca de 97 km de vantagem, o que alarmava os Britânicos. Os dois grupos foram cordiais um com o outro; Campbell e os oficiais Harry Pennell e George Murray Levick tomaram o pequeno-almoço a bordo do  Fram, e o almoço no Terra Nova. Amundsen ficou mais descansado quando soube que o Terra Nova não tinha rádio sem fios, caso contrário poderia por em perigo o anúncio de ser o primeiro a chegar ao Polo. No entanto, ficou apreensivo com o facto de Campbell ter referido que os trenós motorizados estavam operacionais. Ainda assim, ofereceu ao grupo Britânico um local para eles estabelecerem uma base perto da sua, para explorarem a Terra do Rei Eduardo  VII. Campbell recusou, e rumou para o Estreito de McMurdo Sound para informar Scott da localização de Amundsen.

### Instalação dos depósitos
No início de Fevereiro, Amundsen começou a organizar a instalação dos depósitos ao longo da Barreira, preparando, assim, a viagem até ao Polo no Verão seguinte. Os depósitos com mantimentos e combustível instalados a intervalos regulares ao longo a rota, serviriam para retirar peso extra que o grupo do Polo Sul teria que carregar. A instalação dos depósitos seria o primeiro teste ao equipamento, cães e homens. Para a primeira viagem, com início marcado para 10 de Fevereiro, Amundsen escolheu Prestrud, Helmer Hanssen e Johansen para o acompanhar; 18 cães puxariam três trenós. Antes de partir, Amundsen deixou instruções a Nilsen em relação ao Fram: o navio devia navegar até Buenos Aires para abastecimento, antes de dar início ao programa oceanográfico no Oceano Antártico, e só então regressar à Barreira, tão cedo quanto possível, em 1912.
Quando os quatro homens iniciaram a sua viagem para sul, o seu conhecimento sobre a Barreira limitava-se à informação publicada de anteriores exploradores, e previam que as condições desta etapa fossem difíceis. Ficaram surpreendidos ao constatarem que a superfície da Barreira era semelhante ao de um glaciar; percorreram 28 km no primeiro dia. Amundsen registou o bom desempenho dos cães nestas condições, e perguntou-se sobre o porquê da aversão que os Ingleses tinham à utilização de cães na Barreira. O grupo chegou à latitude 80° S a 14 de Fevereiro e, após instalarem o depósito, regressaram à base principal, aí chegando a 16 de Fevereiro.
O segundo grupo de instalação dos depósitos deixou Framheim a 22 de Fevereiro, com oito homens, sete trenós e 42 cães. As condições meteorológicas na Barreira tinham piorado significativamente; as temperaturas médias desceram 9 °C , e o terreno, antes coberto com gelo suave, apresentava agora gelo duro. Sob temperaturas que muitas vezes desciam até aos -40 °C, a 3 de Março o grupo atingiu a latitude 81° S, onde instalou um segundo depósito. Amundsen, Helmer Hanssen, Prestrud, Johansen e Wisting continuaram com os cães mais fortes esperando chegar a 83° S mas, com condições adversas, pararam nos 82° S, a 8 de Março. Amundsen constatou que os cães estavam exaustos  e decidiu regressar com trenós ligeiros para chegar rapidamente a Framheim a 22 de Março. Amundsen queria que fossem levadas mais provisões para sul antes do início da noite polar que tornava as viagens impossíveis e, a 31 de Março, um grupo de sete homens liderado por Johansen (Amundsen, então doente, e o cozinheiro ficaram na base) deixou Framheim para o depósito a 80° S com carne de seis focas—1 100 kg de carne. O grupo regressou a 11 de Abril — três dias mais tarde que o previsto — depois de se terem perdido numa zona de fendas.
No total, nesta fase, foram instalados três depósitos contendo 3 400 kg de mantimentos, incluindo 1 400 kg de carne de foca e 180 l de óleo de parafina. Desta fase, Amundsen tirou várias conclusões, especialmente na instalação do segundo depósito, aonde os cães revelaram um comportamento mais agressivo com os trenós que estavam mais pesados. Decidiu aumentar o número de cães para a viagem ao polo, reduzindo o homens caso fosse necessário. Esta fase da expedição mostrou algum desentendimento entre os seus membros, em particular entre Johansen e Amundsen. Durante a viagem para a instalação do segundo depósito, Johansen queixou-se abertamente sobre a natureza do equipamento; Amundsen achou que a sua autoridade tinha sido colocada em causa.

### Inverno

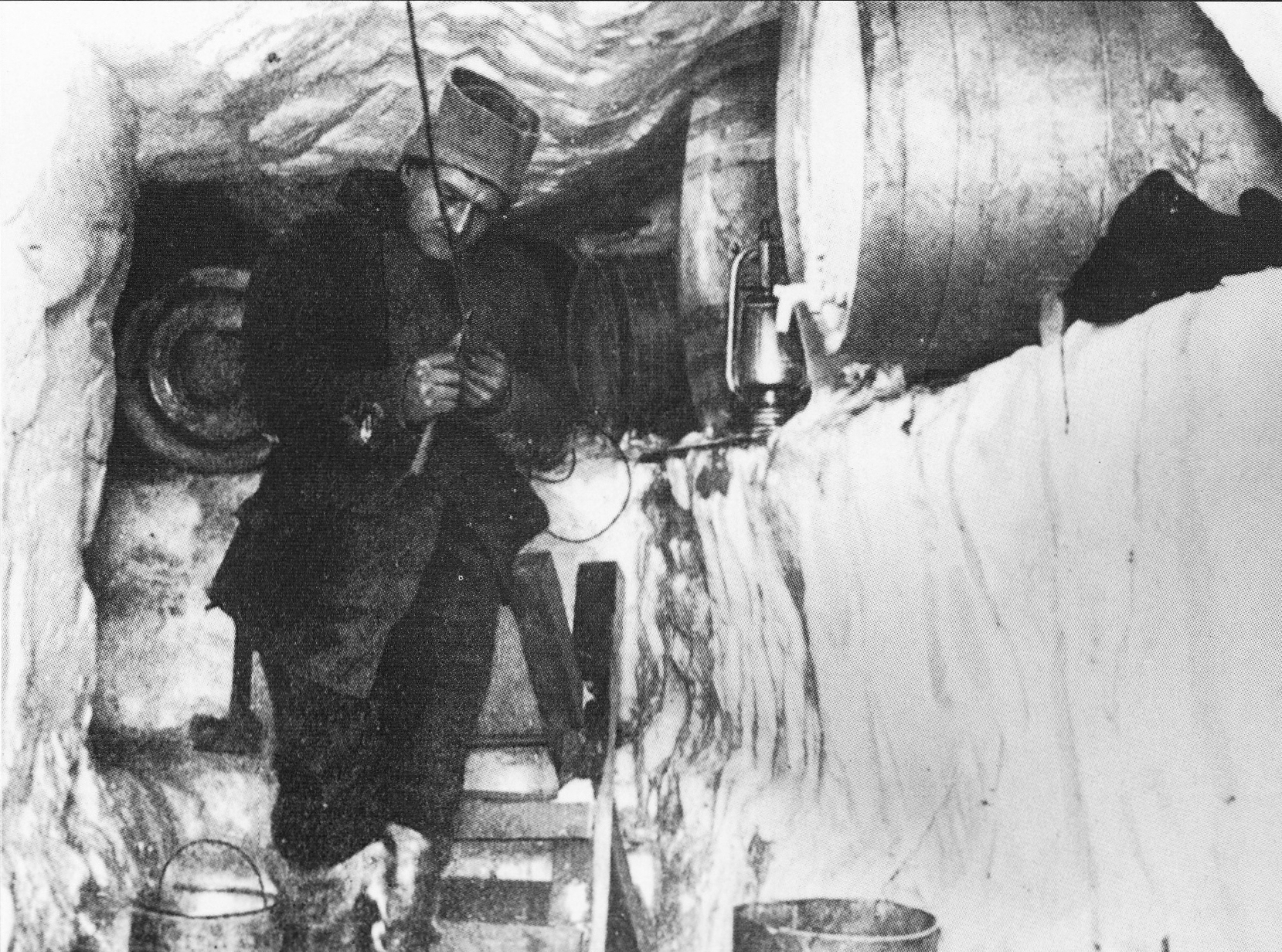
Sverre Hassel no depósito de óleo em Framheim durante o Inverno de1911

O sol pôs-se a 22 de Abril, só reaparecendo quatro meses depois. Amundsen estava consciente do tédio e da perda de moral que tinha ocorrido no período de Inverno durante a expedição do Belgica e, embora não houvesse possibilidade para viajar, assegurou que o grupo terrestre se mantivesse ocupado. Uma das tarefas era modificar os trenós que não tinham funcionado da melhor forma durante a instalação dos depósitos, e as caixas de provisões para reduzir o peso nos trenós. Para além dos trenós escolhidos especificamente para a expedição, Amundsen trouxe alguns da expedição de Sverdrup, Fram (1898–1902), os quais, segundo ele, se tinham revelado mais adequados para as futuras tarefas. Bjaaland reduziu o peso destes antigos trenós em cerca de um terço aplainando-os, e construiu três em madeira de carya. Os trenós que foram adaptados seriam para a fase da viagem pela Barreira, enquanto os três novos serviriam para a etapa final, através do planalto polar. Johansen preparou as rações para os trenós (42 000 biscoitos, 1 320 latas de pemmican e cerca de 100 kg de chocolate), enquanto outros membros trataram de melhorar as botas, o equipamento de cozinha, os óculos de neve os esquis e as tendas. Para combater o perigo que o escorbuto representava, duas vezes por dia comiam carne de foca recolhida antes do Inverno polar. O cozinheiro, Lindstrøm, complementava o fornecimento de vitamina C com amora-branca-silvestre e mirtilo de conserva, e providenciava pão integral com fermento fresco rico em  vitaminas B.
Se, por um lado, Amundsen estava confiante nos seus homens e no equipamento, por outro lado, de acordo com Hassel, a ideia de que os Britânicos estavam equipados com trenós motorizados podendo, assim, ter mais sucesso, atormentava-o. Com esta ideia em mente, Amundsen planeou dar início à viagem polar assim que o sol começasse a nascer no final de Agosto, embora Johansen o tivesse alertado para o facto de que estaria ainda muito frio na Barreira no início da nova estação. Mesmo assim, Amundsen decidiu partir no dia 24 de Agosto e mandou preparar sete trenós. A preocupação de Johansen confirmou-se pelo agravamento do tempo nas duas semanas seguintes — as temperaturas atingiram os -58 °C — impedindo os homens de partirem. A 8 de Setembro de 1911, quando as temperaturas subiram a -27 °C, Amundsen decidiu que não podia esperar mais, e o grupo de oito homens partiu; Lindstrøm ficou sozinho em Framheim.

## Segundo período, 1911–12

### Falsa partida
O progresso inicial foi bastante positivo, com o grupo a percorrer cerca de 28 km por dia. Os cães corriam tanto que alguns dos mais fortes foram retirados e colocados nos trenós para servirem como peso adicional. Vestidos com fatos de pele de lobo e de rena, os homens conseguiam aguentar as temperaturas geladas mas, assim que paravam, tornava-se difícil suportá-las, e pouco dormiam durante a noite. As patas dos animais ficavam com lesões provocadas pelo gelo. A 12 de Setembro, com temperaturas na ordem dos -56 °C, o grupo parou após 7,4 km e construiu igloos para se abrigar. Amundsen reconheceu que iniciaram a marcha demasiado cedo, e decidiu voltar para trás, para Framheim. Ele não iria pôr em risco a vida dos seus homens e cães por teimosia. Johansen escreveu no seu diário sobre o disparate que seria dar início, tão cedo, a uma viagem histórica, e dos perigos da obsessão de ganhar aos Britânicos.
No dia 14 de Setembro, no caminho de regresso a Framheim, deixaram uma grande parte do seu equipamento no depósito a 80° S para tornarem os trenós mais leves. No dia seguinte, sob temperaturas geladas e um forte vento frontal, vários cáes morreram de frio, enquanto outros, demasiado fracos para continuar, foram colocados em cima dos trenós. A 16 de Setembro, a 74 km de Framheim, Amundsen deu ordens aos seus homens para andarem o mais rápido possível. Como Amundsen não tinha o seu próprio trenó, saltou para o de Wisting, e com Helmer Hanssen e a sua equipa partiu, deixando os outros para trás. Os três chegaram a Framheim nove horas depois, seguidos por  Stubberud e Bjaaland passadas duas horas, e Hassel pouco depois. Johansen e Prestrud ainda ficaram no gelo, sem comida ou combustível; os cães de Prestrud não conseguiam andar e os seus joelhos estavam bastantes lesionados com o frio. Chegaram a Framheim depois da meia-noite, mais de 70 horas depois do início do regresso à base.
No dia seguinte, Amundsen perguntou a Johansen o porquê de ele e Prestrud terem chegado tão atrasados. Johansen respondeu furioso que sentia que tinham sido abandonados, responsabilizando o seu chefe por ter deixado os seus homens para trás. Mais tarde, Amundsen informou Nansen que Johansen tinha sido "violentamente insubordinado"; como resultado desta discussão,  Johansen foi excluído do grupo polar, que Amundsen reduziu a cinco. Johansen ficou sob o comando de Prestrud, num grupo que iria explorar a Terra do Rei Eduardo VII. Stubberud foi convencido a juntar-se a eles, deixando Amundsen, Helmer Hanssen, Bjaaland, Hassel e Wisting, como o novo grupo polar.

### Viagem ao Polo Sul

#### Barreiras e montanhas
Embora ansioso por começar de novo, Amundsen esperou até meados de Outubro pelo início da Primavera. Ficou pronto para partir no dia 15 de Outubro, mas foi impedido de o fazer, devido ao mau tempo, por mais alguns dias. A 19 de Outubro de 1911, os cinco homens, com quatro trenós e 52 cães, deram início à marcha. O tempo piorou e, no meio de um denso nevoeiro, o grupo perdeu-se no terreno cheio de fendas que Johansen tinha descoberto no Outono anterior. Mais tarde, Wisting descreveu como o seu trenó, que levava Amundsen, quase que desaparecia numa fenda quando um dos suportes dos esquis se quebrou.
Apesar desta avaria, conseguiram percorrer mais de 28 km por dia, e chegaram ao depósito a 82° S no dia 5 de Novembro. Foram assinalando o seu percurso construindo pequenos montes de blocos de neve, a cada 5 km de intervalo. A 17 de Novembro, atingiram o limite da Barreira ficando com os Montes Transantárticos na sua frente. Ao contrário de Scott, que seguiu pelo Glaciar Beardmore, a mesma rota de  Shackleton, Amundsen teve que encontrar um percurso através das montanhas. Depois de analisar o sopé da montanha por vários dias, e de ter subido a cerca de 460 m, o grupo encontrou o que aparentava ser uma possível rota: um glaciar íngreme de 56 km de comprimento, em direção ao planalto. Amundsen deu o nome de Glaciar Axel Heiberg, homenageando um dos seus patrocinadores. A subida foi mais difícil do que o previsto devido aos constantes desvios que tiveram de efectuar e por causa da altura da neve. Depois de três dias de subida, o grupo chegou ao ponto mais elevado do glaciar. Amundsen estava satisfeito com o desempenho dos seus cães e afastou a ideia de que eles não conseguiam trabalhar naquelas condições; a 21 de Novembro, o grupo percorreu 27 km e subiu 1 500 m.

#### Marcha até ao Polo

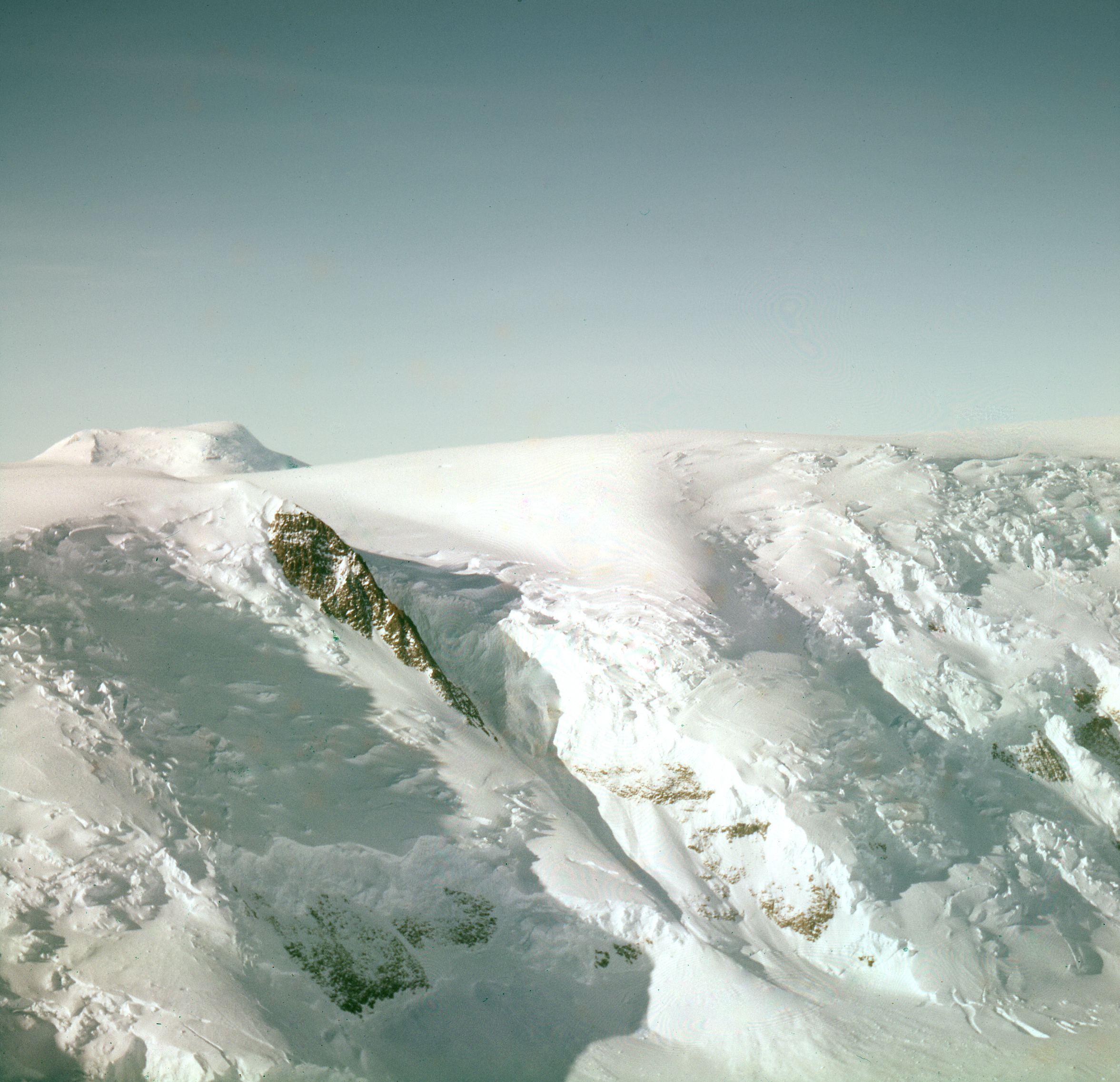
O Glaciar Axel Heiberg Glacier, a rota de Amundsen para o Planalto Antártico.

Quando chegaram ao topo do glaciar, a 3 200 m, 85° 36′ de latitude sul, Amundsen preparou-se para a etapa final da viagem. Dos 45 cães que iniciaram a subida (sete morreram na fase da Barreira), apenas 18 iriam seguir em frente; os restantes seriam abatidos para alimento. Cada membro do grupo, responsável por um trenó, abateu parte dos seus animais e dividiu a carne entre os homens e os cães. "Chamamos o local de Butchers' Shop" (O Talho), recordou Amundsen. "Havia tristeza e depressão no ar; tínhamos criado um grande laço de amizade com os nossos cães ". Embora tristes, os homens tiraram proveito da comida; Wisting mostrou os seus dotes na preparação e apresentação da carne.
O grupo carregou os três trenós com alimentos para uma marcha de 60 dias, deixando as restantes provisões e a carne dos cães num depósito. As condições atmosféricas impediram-lhes a partida até ao dia 25 de Novembro quando, cuidadosamente, iniciaram a marcha em terreno desconhecido e sob um nevoeiro intenso. O caminho a percorrer era composto por gelo e por fendas frequentes, o que, juntamente com a fraca visibilidade, lhes tornava a marcha muito lenta. Amundsen designou esta área por "Devil's Glacier" (o Glaciar do Diabo). A 4 de Dezembro]chegaram a um local onde as fendas estavam escondidas sob camadas de gelo e neve e, segundo Amundsen, o caminhar por cima delas produzia "um eco desagradável ". Deu o nome de "The Devil's Ballroom" (o Salão de Baile do Diabo) a esta zona. Quando, mais tarde nesse dia, chegaram a terreno consistente, atingiram 87° de latitude sul.

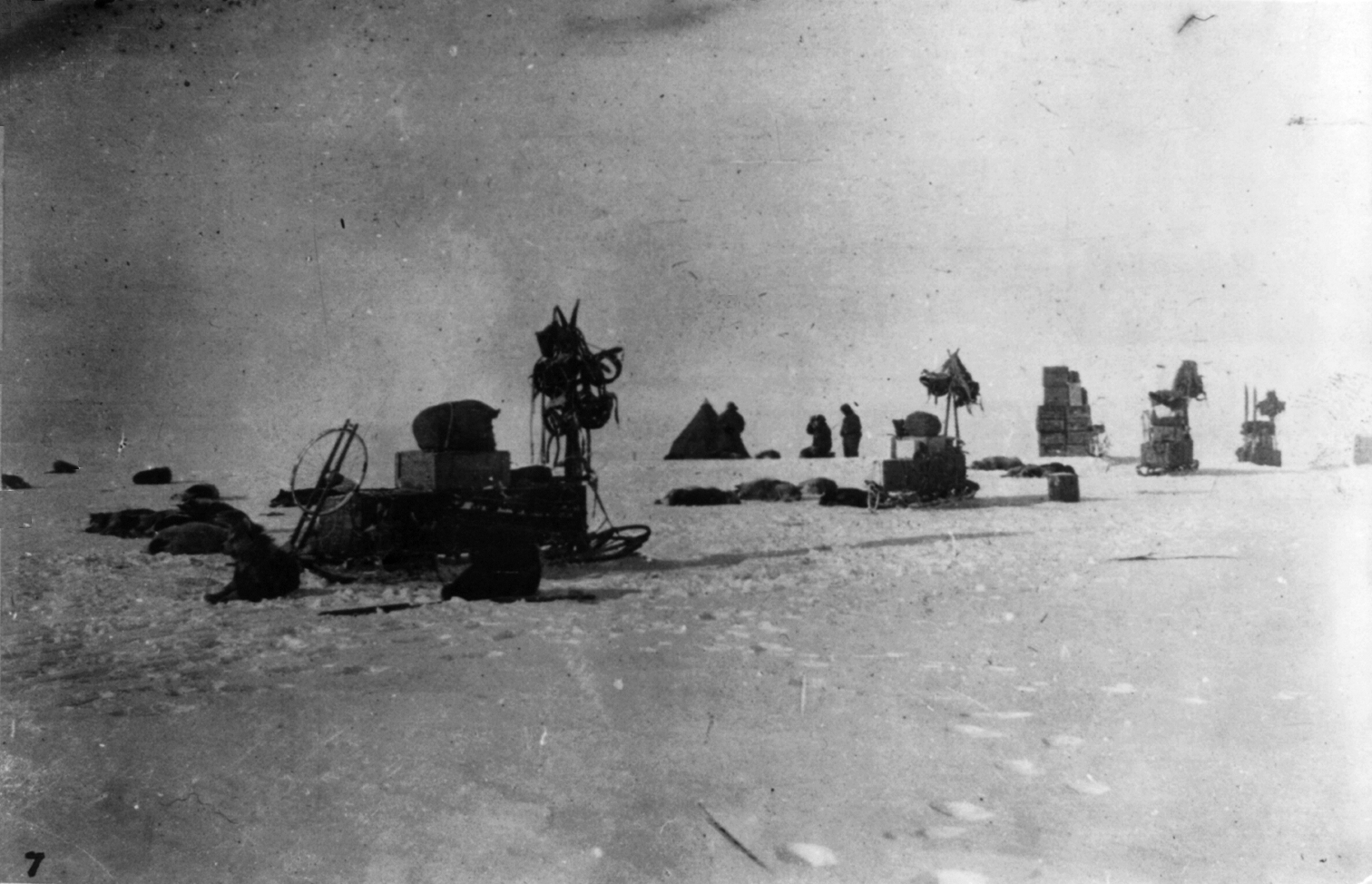
Um dos acampamentos do grupo polar

 No dia 8 de Dezembro, os Noruegueses passaram o ponto máximo que Shackleton atingiu, 88° 23′ S. Conforme se aproximavam do polo, observaram o horizonte em busca de um sinal que indicasse que outra expedição estivesse à sua frente. Enquanto estavam acampados, no dia 12 de Dezembro, ficaram, por momentos, alarmados com um objecto preto que viram na paisagem, mas vieram a verificar que apenas se tratava de dejectos de cães. No dia seguinte, acamparam a 89° 45′ S, a 28 km do polo. Um dia depois, a 14 de Dezembro de 1911, com a concordância dos outros membros do grupo, Amundsen passou a marchar na frente dos trenós e, por volta das 15 horas, o grupo chegou perto do Polo Sul. Colocaram a bandeira da Noruega e baptizaram o planalto polar de "Planalto do Rei Haakon VII". Mais tarde Amundsen comentava a ironia do seu feito: "Nunca antes um homem atingiu um objectivo tão oposto aos seus desejos. A região à volta do Polo Norte — que o diabo a leve — fascinou-me desde a minha infância, e agora aqui estou, no Polo Sul. Pode alguma coisa ser mais alucinante?"
Nos três dias seguintes, o grupo efectuou medições para encontrar o local exacto do Polo; depois do conflito e entre Cook e Peary a norte, Amundsen não queria deixar qualquer dúvida para Scott. Depois de efectuarem várias leituras com os sextantes em diferentes períodos do dia, Bjaaland, Wisting e Hassel definiram uma área limitada para a localização do Polo Sul; Amundsen concluiu que pelo menos um deles estaria correcto na determinação do ponto exacto. Por fim, o grupo montou uma tenda a que deram o nome de Polheim (a Casa do Polo), tão próximo quanto possível do local do Polo Sul calculado pelas suas observações. Na tenda, Amundsen deixou equipamento para Scott e uma carta endereçada ao Rei Haakon, pedindo àquele que a entregasse.

#### Regresso a Framheim
A 18 de Dezembro, o grupo iniciou a viagem de regresso a Framheim. Amundsen estava determinado a regressar à civilização antes de Scott, e a ser o primeiro a anunciar a conquista do Polo. Mesmo assim, limitou a distância a percorrer diariamente a 28 km, para preservar a força dos seus homens e cães. Nos dias antárticos de 24 horas, o grupo marchou durante aquele que seria o período nocturno, para manter o sol por trás, e assim reduzir o risco cegueira da neve. Orientados pelos marcos de neve que eles tinham instalado, chegaram a Butchers' Shop no dia 4 de Janeiro de 1912, e deram início à descida até à Barreira. Aqueles que estavam equipados com esquis desceram a toda a velocidade, mas os que conduziam os trenós — Helmer Hanssen e Wisting — foram mais cuidadosos; os trenós eram difíceis de manobrar e tiveram de usar os travões para evitar as fendas no gelo.
No dia 7 de Janeiro, o grupo chegou ao primeiro depósito da Barreira. Amundsen definiu que podiam aumentar o percurso diário, e adoptou uma rotina de caminharem 28 km, pararem durante seis horas e, de novo, mais 28 km. Com este sistema, podiam efectuar cerca de 56 km por dia e, a 25 de Janeiro, às 16 horas, chegaram a Framheim. Dos 52 cães que iniciaram a viagem final em Outubro, 11 sobreviveram, puxando dois trenós. No total, a viagem de ida e volta ao Polo demorou 99 dias — menos 10 que o previsto — e percorreram cerca de 3 440 km.

#### Anúncio ao mundo
No seu regresso para Framheim, Amundsen não perdeu tempo. Após um jantar de despedida na cabana, o grupo carregou os cães sobreviventes e o equipamento mais importante no Fram, que partiu da Baía das Baleias a 30 de Janeiro de 1912. O destino era Hobart, na Tasmânia. Durante a viagem de cinco semanas, Amundsen preparou os seus telegramas e iniciou o relatório que entregaria à imprensa. A 7 de Março, o Fram chegou a Hobart. Amundsen foi informado de que ainda não havia notícias sobre a expedição de Scott. Rapidamente enviou telegramas ao seu irmão Leon, a Nansen e ao Rei Haakon, informando, de forma sucinta, o seu sucesso. No dia seguinte, enviou um relatório para o jornal londrino Daily Chronicle, ao qual vendeu o direito exclusivo sobre a história. O Fram ficou em Hobart durante duas semanas; enquanto aí permaneceu, juntou-se-lhe o Aurora da expedição de Douglas Mawson. Amundsen presenteou-o com 21 dos seus cães.

### Outros resultados da expedição

#### Grupo Oriental
A 8 de Novembro de 1911, Prestrud, Stubberud e Johansen partiram para a Terra do Rei Eduardo VII. A procura pelo melhor local, onde o terreno gelado se encontra coberto com neve, foi uma tarefa difícil. No dia 1 de Dezembro, o grupo avistou terra firme, nunatak, que tinha sido descrita por Scott durante a  Expedição Discovery, em 1902. Depois de chegarem a este ponto, recolheram espécimens geológicos e amostras de musgo, e exploraram a zona envolvente antes de voltarem para Framheim em 16 de Dezembro. Foram os primeiros a pisar o chão da Terra do Rei Eduardo VII Land.

#### OFrame oKainan Maru
Depois de deixarem a Baía das Baleias a 15 de Fevereiro de 1911, o Fram rumou para  Buenos Aires onde chegou a 17 de Abril. Quando chegaram, Nilsen ficou a saber que os fundos da expedição tinham acabado; um montante que, supostamente, tinha sido posto de parte para fazer face às necessidades do navio, na realidade não existia. Por sorte, um amigo de Amundsen, Don Pedro Christopherson, no cumprimento de uma promessa feita, ajudou a fornecer mantimentos e combustível. O Fram partiu em Junho para uma viagem oceanográfica entre a América do Sul e África, durante três meses. O navio voltou a Buenos Aires em Setembro para uma manutenção final e reabastecimento, antes de partir a 5 de Outubro. A viagem foi atribulada, com o navio a sofrer ventos fortes e mar agitado; chegou à Baía das Baleias no dia 9 de Janeiro de 1912. A 17 de Janeiro, o grupo de homens que estava em Framheim foi surpreendido pela presença de um segundo navio, o Kainan Maru, que efectuava uma expedição à Antártida, liderada pelo japonês Nobu Shirase. A comunicação entre as duas expedições foi dificultada pela diferença de idiomas, embora os Noruegueses tivessem entendido que os Japoneses se dirigiam para a Terra do Rei Eduardo VII. O Kainan Maru partiu no dia seguinte e, a 26 de Janeiro chegou à Terra do Rei Eduardo VII. Foi o primeiro desembarque a partir do mar; as tentativas do Discovery (1902), Nimrod (1908) e Terra Nova (1911), todas falharam.

## Balanço

### Reações na época
Em Hobart, Amundsen recebeu vários telegramas de felicitação, entre outros, do ex-Presidente dos Estados Unidos Theodore Roosevelt e de Jorge V do Reino Unido. O rei expressou um agradecimento especial pois Amundsen fez a sua primeira escala de regresso em solo Britânico. Na Noruega, a notícia foi publicada em grande destaque nos jornais, e a bandeira nacional foi hasteada por todo o país. Todos os membros da expedição receberam a Medalha do Polo Sul (Sydpolsmedaljen), criada pelo Rei Haakon para comemorar a expedição. No entanto, o biografo de Amundsen, Roland Huntford, faz referência a "uma certa frieza do detrás das ovações"; havia um certo mal-estar em relação ao comportamento de Amundsen. Um jornal norueguês expressou o seu alívio pelo facto de Amundsen ter descoberto uma nova rota, e não tivesse seguido o mesmo percurso de Scott desde o Estreito de McMurdo.
No Reino Unido, a reação da imprensa à conquista de Amundsen foi discreta mas, de modo geral, foi positiva. Para além das notícias do Daily Chronicle e do Illustrated London News — em que cada um deles teve uma participação financeira no resultado positivo da expedição de Amundsen — o Manchester Guardian comentou que qualquer motivo que haja para reprovação, foi anulado pela coragem e determinação dos noruegueses. Os leitores da Young England foram aconselhados a não guardarem rancor do "bravo Norueguês" e do sucesso que ele obteve, e o The Boy's Own Paper sugeriu que cada rapaz britânico devia ler o relatório da expedição de Amundsen. O correspondente do The Times fez uma ligeira repreensão a Amundsen pela sua falha ao não avisar Scott a tempo para que este respondesse, "pois mais ninguém teria ficado satisfeito em cooperar na exploração do Polo Sul do que o Capitão Scott... Ainda assim, ninguém que conheça o Capitão Amundsen pode duvidar da sua integridade, e se ele afirma que atingiu o Polo, então temos que acreditar nele ".
Os membros mais velhos da RSG tiveram uma reação mais hostil, pelo menos em termos privados. Para eles, o feito de Amundsen foi o resultado de uma "jogada suja ". Markham insinuou que a reivindicação de Amundsen [de ter chegado ao Polo Sul] podia ser mentira: "Temos que aguardar pela verdade até ao regresso do Terra Nova". Quando, mais tarde em 1912, Amundsen se dirigiu à RSG sentiu-se menosprezado pela reação de Lord Curzon, o presidente da Sociedade, quando este, de forma irónica, brindou "três vivas aos cães". Shackleton não fez parte daqueles que quiseram denegrir a vitória de Amundsen, e afirmou que ele seria "talvez o maior explorador polar da actualidade". Kathleen Scott, esposa de Scott, disse que, antes de saber da morte do seu marido, a viagem de Amundsen "foi um grande feito... embora nos tivesse irritado, temos que o admirar".

### A tragédia de Scott

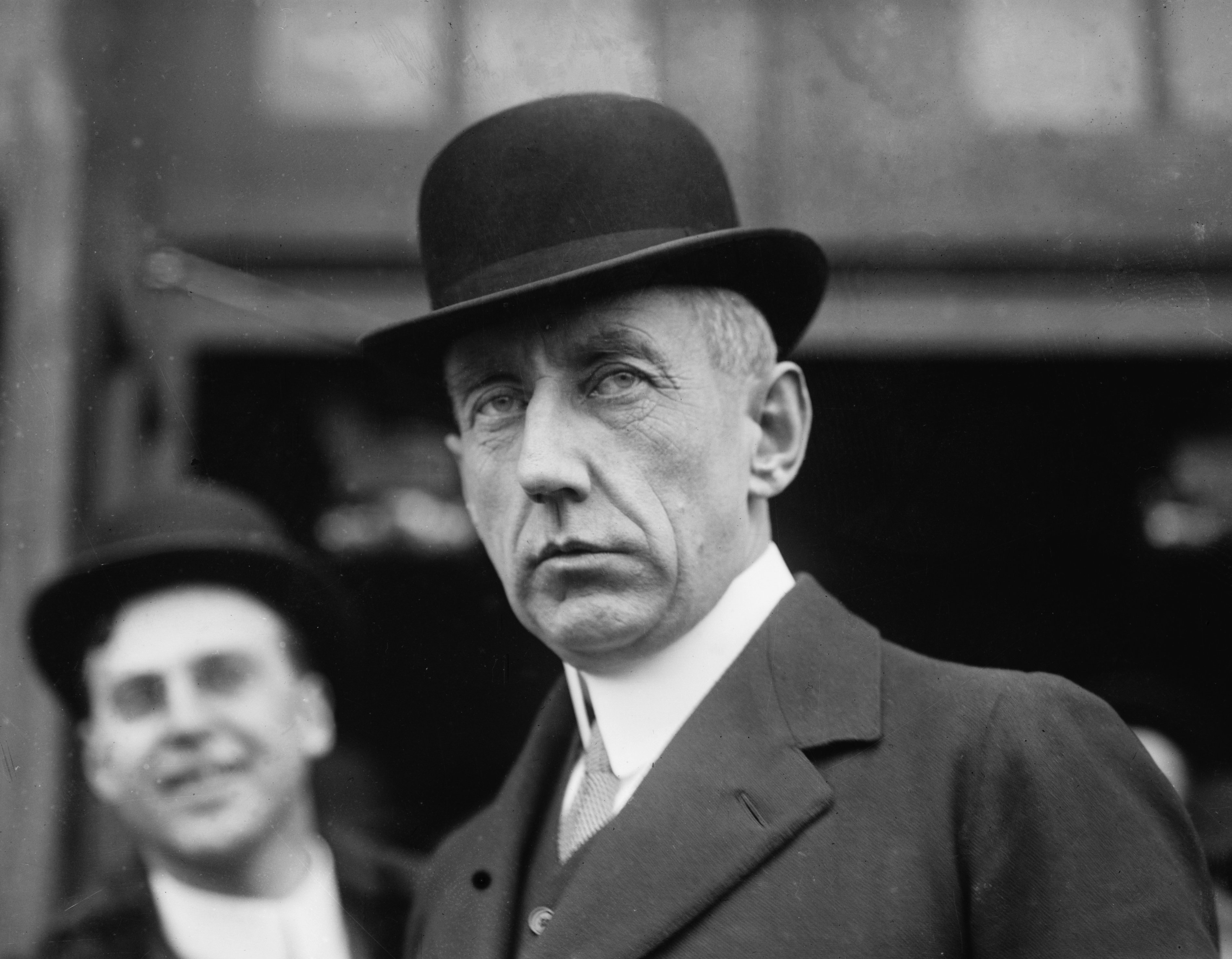
Amundsen em 1913

Amundsen deixou Hobart para dar várias conferências na Austrália e na Nova Zelândia. Partiu, depois, para Buenos Aires onde terminou o relatório da expedição. De volta à Noruega, supervisionou a publicação do seu livro; partiu para o Reino Unido e depois seguiu para os Estados Unidos para dar mais conferências.  Em Fevereiro de 1913, quando estava em Madison, recebeu a notícia de que Scott e mais quatro companheiros tinham atingido o Polo em 17 de Janeiro de 1912, mas que todos tinham morrido durante o regresso. Os corpos de Scott, Wilson e Bowers foram descobertos em Novembro de 1912, depois do fim do Inverno antárctico. Na sua reação inicial, Amundsen disse que a notícia era "Horrível, horrível". Na sua homenagem mais formal, afirmou: "O Capitão Scott deixou um registo de honestidade, sinceridade, bravura, tudo aquilo que constitui um homem".
De acordo com Huntford, a notícia da morte de Scott significou que "Amundsen, o vitorioso, foi obscurecido ... por Scott, o mártir". No mundo de língua inglesa, desenvolveu-se um mito no qual Scott era visto como um homem de comportamento nobre que tinha feito o seu jogo de forma correta. Ele teria sido derrotado porque, em oposição, Amundsen era apenas um caçador de glória que tinha escondido as suas verdadeiras intenções; tinha utilizado cães em vez de tração humana; e tinha abatido esses cães para os transformar em comida. Mais, ele era considerado um "profissional" o que, na mentalidade da classe alta britânica daquele tempo, colocava de lado tudo aquilo que ele pudesse ter conquistado. O mito foi fortemente reforçado pela publicação dos diários de Scott e da sua "Mensagem ao Público". Huntford assinala que "o talento literário de Scott era o seu trunfo. Era como se ele tivesse saído da sua tenda para se vingar". Mesmo assim, o nome de Amundsen continuou a ser respeitado entre os exploradores. No seu relato da expedição Terra Nova, escrita alguns anos depois, Apsley Cherry-Garrard registou que a principal razão para o sucesso de Amundsen eram "as suas espantosas qualidades como homem ", em particular a sua coragem em procurar uma nova rota, em vez de seguir uma já existente.

### Perspectiva histórica

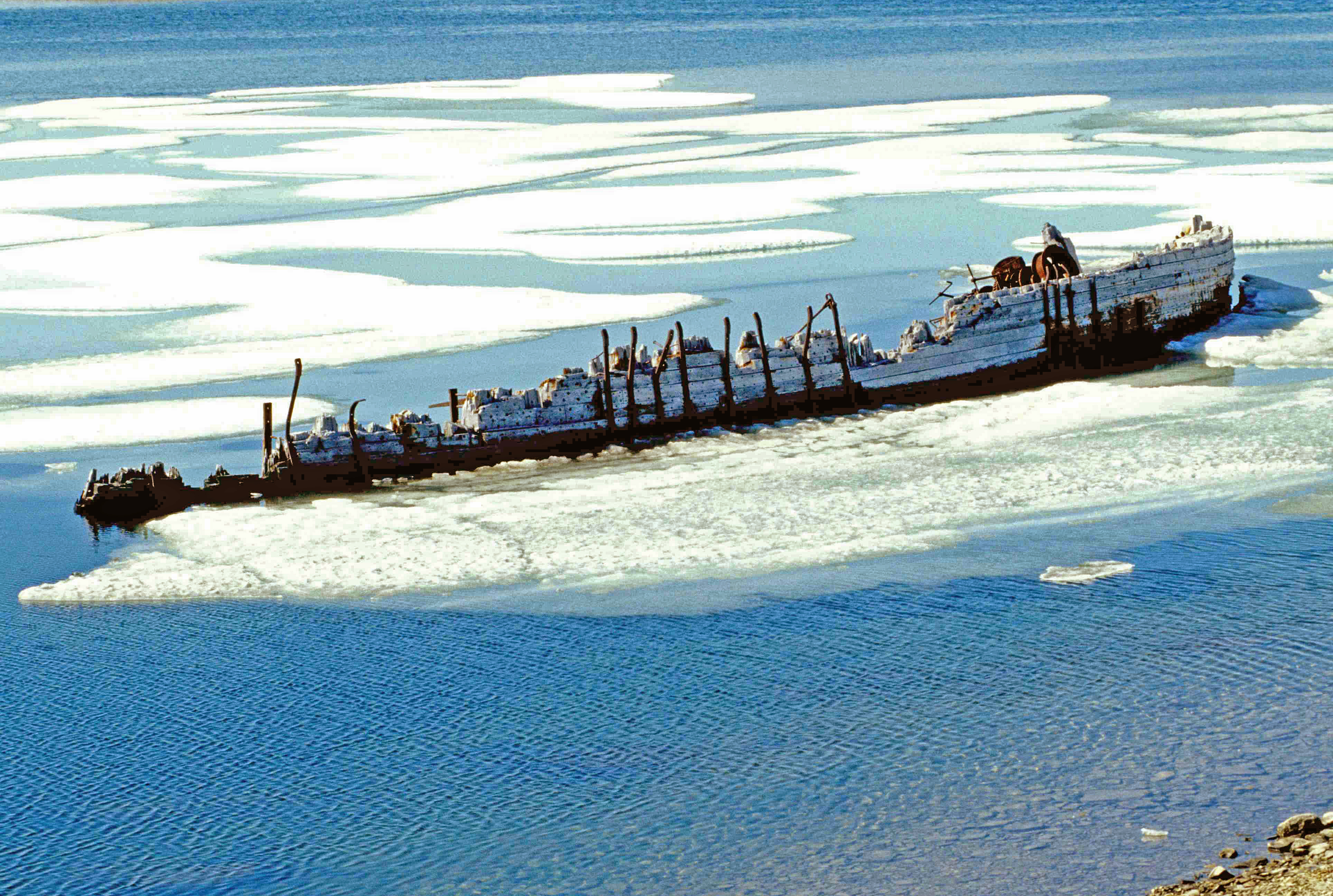
Restos do último navio de Amundsen, Maud, em Cambridge Bay (Ilha Victoria), onde se afundou em 1930.

O início da Primeira Guerra Mundial, em 1914, atrasou os planos de Amundsen para a exploração polar a norte até Julho de 1918. Partiu, então, num navio especialmente construído para a expedição, o Maud, que permaneceu no Ártico nos sete anos seguintes. O navio não passou o Polo Norte, embora no decurso da expedição se tornasse o segundo a atravessar a Passagem do Nordeste. Amundsen deixou a expedição em 1923; os restantes anos da sua vida foram dedicados à exploração polar por via aérea. No dia 12 de Maio de 1926, a bordo da aeronave Norge com Lincoln Ellsworth e Umberto Nobile, Amundsen sobrevoou o Polo Norte. Ele e Wisting, também a bordo, foram os primeiros a ver ambos os Pólos. Em 1928, enquanto tentava resgatar uma expedição de Nobile, Amundsen desapareceu com a sua aeronave nos mares situados entre a Noruega e Spitsbergen.
Os quatro homens que acompanharam Amundsen ao Polo também foram convidados para estarem no Maud. Bjaaland e Hassel recusaram; nenhum deles voltaria a participar em explorações polares. Helmer Hanssen e Wisting juntaram-se ao Maud; este último ficou com o comando do navio quando Amundsen deixou a expedição. Em 1936, Wisting comandou o Fram na última viagem deste para Oslo, onde passou a ser um museu. Johansen, que se mostrou incapaz de estabilizar a sua vida depois do regresso da Antártida, isolou-se. Recusou falar da sua experiência e dos seus conflitos com Amundsen, passando a viver em depressão e na pobreza. No dia 4 de Janeiro de 1913 suicidou-se na sua casa em Oslo.

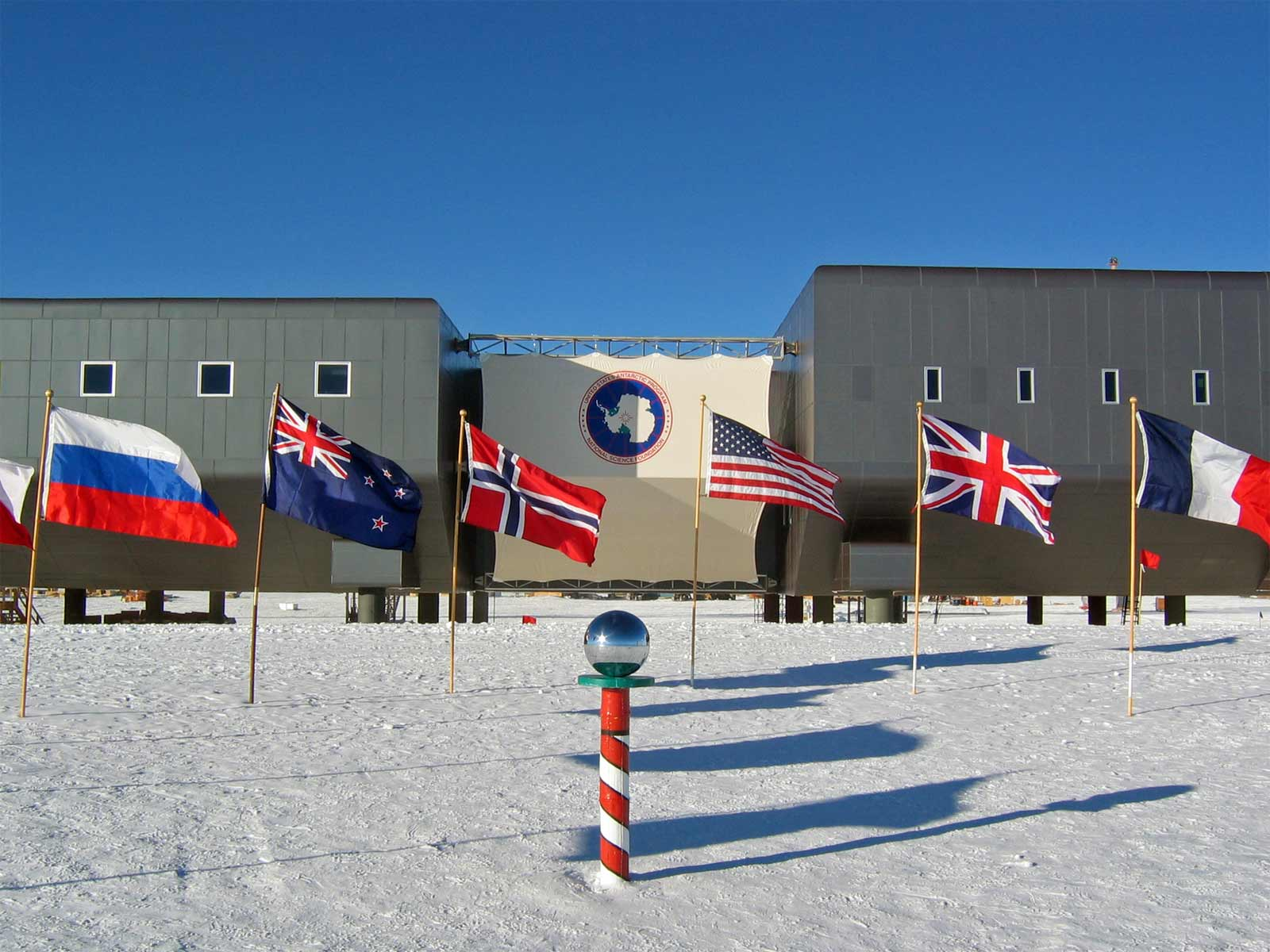
Esfera a indicar de forma simbólica o Polo Sul na Estação Polo Sul Amundsen-Scott

O mito de Scott manteve-se até década de 1970, quando foi substituído por uma imagem de  "herói trapalhão" cujo insucesso deveu-se, no geral, aos seus próprios erros. Esta caracterização, afirma a historiadora Stephanie Barczewski, é tão enganadora como uma anterior em que ele está isento de qualquer crítica. No início do século XXI, alguns escritores apontaram algumas explicações mais razoáveis para a tragédia de Scott, sem ser a sua alegada incompetência, e a sua reputação foi, de certa forma, reposta. A renovação da imagem de Scott também teve um impacto positivo nos feitos de Amundsen: Barczewski escreveu que "Amundsen e os seus homens atingiram o Polo devido à combinação de vários fatores: um excelente planejamento, vasta experiência com trenós puxados por cães e esquis, e uma energia impressionante". No seu relato da expedição de Scott, Diana Preston refere que a chave para o sucesso de Amundsen foi a sua concentração num único objetivo, enquanto que Scott tinha que conciliar a conquista do Polo, com a exploração geográfica e o conhecimento científico. "Um profissional [Amundsen] experiente e prático, planeja cuidadosamente, e aplica a experiência que obteve no Árctico... Confiou exclusivamente em meios de transporte com provas já dadas e, sem qualquer sentimento, explorou as fontes de alimentação de que dispunha. Foi, da mesma forma, eficiente e frio na gestão dos seus homens". A base científica norte-americana no Polo Sul, criada em 1957, tem a designação de Estação Polo Sul Amundsen-Scott, para homenagear a memória de ambos os pioneiros.